# Versorgungsfreibetrag (EStG)
Zu den Einkünften aus nichtselbständiger Arbeit gehören auch Bezüge und Vorteile aus früheren Dienstleistungen wegen Erreichens einer Altersgrenze, verminderter Erwerbsfähigkeit oder als Hinterbliebenenbezüge (= Versorgungsbezüge) nach § 19 Abs. 1 EStG. Typische Versorgungsbezüge sind zum Beispiel die Beamtenpensionen und die Betriebsrenten.
Von Versorgungsbezügen bleibt derzeit noch ein nach einem Prozentsatz ermittelter Betrag, der Versorgungsfreibetrag, sowie ein Zuschlag zum Versorgungsfreibetrag steuerfrei (§ 19 Abs. 2 S. 1 EStG).
Der Versorgungsfreibetrag hat nur noch begrenzte Zeit Geltung: Das Alterseinkünftegesetz vom 5. Juli 2004 regelt, dass der Versorgungsfreibetrag im gleichen Maße wie der Anstieg des Besteuerungsanteils der gesetzlichen Renten abgeschmolzen wird. Für den einzelnen Steuerpflichtigen bleibt der Versorgungsfreibetrag jedoch immer fixiert auf dem gleichen Prozentsatz wie zu Versorgungsbeginn. Demnach wird es ab dem Jahr 2058 für Neuzugänge bei den Versorgungsempfängern den Versorgungsfreibetrag nicht mehr geben, andererseits werden Sozialversicherungsrenten ab diesem Zeitpunkt voll versteuert.
Der Versorgungsfreibetrag war zum Ausgleich der Ungleichbehandlung zwischen Renten und Pensionen eingeführt und mehrfach erhöht worden; er verliert seine Rechtfertigung, wenn im Endzustand der neuen Rentenbesteuerung die Renten zu 100 Prozent nachgelagert besteuert werden. Die Neuordnung der Besteuerung der Altersbezüge sieht die Umstellung auf das neue Besteuerungssystem sowohl aus Gründen der Sozialverträglichkeit als auch aus haushaltswirtschaftlichen Gründen nicht in einem Schritt, sondern abgestuft vor. Nach einem Einstieg mit einem steuerpflichtigen Anteil von 50 Prozent der Renten im Erstjahr 2005 steigt der Besteuerungsanteil der Renten Jahr für Jahr für jeden jeweils neu hinzukommenden Rentenjahrgang, bis im Jahr 2058 100 Prozent erreicht sind. Der Versorgungsfreibetrag muss grundsätzlich in gleichem Maße abgeschmolzen werden, denn die gleichheitswidrige Begünstigung der Renten bei deren Besteuerung verringert sich mit jedem Jahr und damit auch der Bedarf, bei den Versorgungsbezügen im bisherigen Umfang auszugleichen.
Der maßgebende Prozentsatz für den steuerfreien Teil der Versorgungsbezüge und der Höchstbetrag des Versorgungsfreibetrags sowie der Zuschlag zum Versorgungsfreibetrag bestimmen sich ab 2005 nach dem Jahr des Versorgungsbeginns. Sie verringern sich für jeden ab 2006 neu in den Ruhestand tretenden Jahrgang.
Ab 2005 ist der Arbeitnehmerpauschbetrag bei Versorgungsbezügen nicht mehr anzuwenden. Stattdessen wird – wie auch bei den Renten – ein Werbungskosten-Pauschbetrag von 102 EUR berücksichtigt. Als Ausgleich für den Wegfall des Arbeitnehmer-Pauschbetrags wird dem Versorgungsfreibetrag ein Zuschlag hinzugerechnet (s. o.), der für jeden ab 2006 neu in den Ruhestand tretenden Jahrgang ebenfalls abgeschmolzen wird.
Der maßgebende Prozentsatz, der Höchstbetrag des Versorgungsfreibetrags und der Zuschlag zum Versorgungsfreibetrag sind der Tabelle gemäß § 19 Abs. 2 S. 3 EStG zu entnehmen.
Bemessungsgrundlage für den Versorgungsfreibetrag ist
- a) bei Versorgungsbeginn vor 2005 das Zwölffache des Versorgungsbezugs für Januar 2005,
- b) bei Versorgungsbeginn ab 2005 das Zwölffache des Versorgungsbezugs für den ersten vollen Monat,

jeweils zuzüglich voraussichtlicher Sonderzahlungen im Kalenderjahr, auf die zu diesem Zeitpunkt ein Rechtsanspruch besteht.
Versorgungsfreibetrag und Zuschlag zum Versorgungsfreibetrag gelten für die gesamte Laufzeit des Versorgungsbezugs. Abweichend hiervon sind der Versorgungsfreibetrag und der Zuschlag zum Versorgungsfreibetrag neu zu berechnen, wenn sich der Versorgungsbezug wegen Anwendung von Anrechnungs-, Ruhens-, Erhöhungs- oder Kürzungsregelungen erhöht oder vermindert. Für jeden vollen Kalendermonat, für den keine Versorgungsbezüge gezahlt werden, ermäßigen sich der Versorgungsfreibetrag und der Zuschlag zum Versorgungsfreibetrag in diesem Kalenderjahr um je ein Zwölftel. Bezüge wegen Erreichens einer Altersgrenze gelten erst dann als Versorgungsbezüge, wenn der Steuerpflichtige das 63. Lebensjahr oder, wenn er schwerbehindert ist, das 60. Lebensjahr vollendet hat.